# 808s & Heartbreak
808s & Heartbreak is het vierde studioalbum van Kanye West. Het album werd op 24 november 2008 uitgebracht.

## Achtergrondinformatie
De "808" in het albumtitel is een verwijzing naar de Roland TR-808 drumcomputer. Op het album zijn veel tribal drums te horen (geprogrammeerd door de 808) en zingt rapper West met behulp van de vocoder in plaats van te rappen. Hiermee onderscheidt het album zich van de vorige albums, waarin West alleen rapvocalen gebruikte. Ook kenmerkt het zich door een muzikale vertrek op het lyrische, vocale en productionele gebied. Het album heeft een persoonlijkere toon in vergelijking met de vorige albums vanwege het feit dat West zaken behandelt als het verliezen van dierbaren en het breken in een liefdesrelatie.

## Commercieel
Commercieel gezien is het album een succes. Het is Wests derde album dat in de Amerikaanse Billboard 200 op de koppositie debuteerde en het vierde dat de platina status kreeg. In Nederland doet het album het matig, het reikte tot de 42e positie en is daarmee het op een na slechtste presterende album van West. Van het album werd "Love Lockdown" de eerste single, deze behaalde de 12e plek in de Nederlandse Top 40. Het ging tijdens de MTV Video Music Awards 2008 live in première. Het is zijn vierde album dat de kaap van een miljoen exemplaren bereikt. Begin 2009 stond de teller voor Kanye op 1.300.000 verkochte albums.

## Cover
Het is de eerste keer dat West zijn typerende beer niet op de voorkant van het album staat, zoals dat wel het geval was met The College Dropout, Late Registration en Graduation. Deze keer koos Kanye West voor een eerder sobere cover. Het bestaat uit een grijze achtergrond met daarop een ballon in de vorm van een hart.

## Singles
1. Love Lockdown
"Love Lockdown" behaalde de 12e plek in de Nederlandse Top 40 en de 13e in de Belgische Ultratop 50, waardoor het in beide landen Wests best scorende single is op eigen kracht. In de Verenigde Staten werd het nummer in zijn eerste vier dagen 213.000 keer legaal gedownload, waardoor het debuteerde op nummer 3. Dit is Wests hoogste debuut in zijn carrière, en de op een na hoogste in de geschiedenis van de Billboard Hot 100. In het Verenigd Koninkrijk kwam het tot de 8e positie.
2. Heartless
Hoewel de videoclip al opgepikt is door de Nederlandse muziekzenders heeft de single noch een Nederlandse noch een Belgische hitnotering opgeleverd. Het nummer debuteerde in de Verenigde Staten op nummer 4. Dit is Wests op een na hoogste debuut in zijn carrière ("Love Lockdown" scoorde een beter debuut) en de op twee na hoogste in de geschiedenis van de Billboard Hot 100. Hiermee had het album al twee top 5 noteringen zonder dat het uitgebracht was. Dit was meteen Wests eerste album met twee top 5 noteringen. De weken erop zakte het nummer, maar steeg weer in de weken van januari en februari 2009, waarbij het opbloeide tot de 2e plek. In Canada was het ook de hoogste binnenkomer, net als in de Verenigde Staten. Daar debuteerde het op #8, wat ook het geval was bij "Love Lockdown". In het Verenigd Koninkrijk noteerde het nummer de 10e positie als albumtrack. In de eerste week ging Heartless ruim 200.000 keer over de toonbank. De single heeft tot nog toe 3.000.000 verkochte exemplaren.
3. Amazing
Amazing is een samenwerking met rapper Young Jeezy, waardoor het de eerste single is met rapvocalen. De releasedatum moet nog worden vastgesteld. De Amerikaanse radiorelease was 10 maart 2009.
4. See You in My Nightmares
De vierde single is een samenwerking met rapper Lil' Wayne, die in het nummer ook het Auto-Tune-effect gebruikt. "See You in My Nightmares" kreeg in december een Amerikaanse radio-airplay release en zou officieel in maart als wereldwijde derde single worden uitgebracht. Dit concept is geannuleerd ten favoure van "Amazing", waardoor het onbekend is wanneer "See You in My Nightmares" uitgebracht wordt.
5. Paranoid
"Paranoid" is een samenwerking met Mr. Hudson. Een remix ervan met zangeres Rihanna zou oorspronkelijk dienen als derde single maar deze release is uitgesteld en het is onbekend of het alsnog op single wordt uitgebracht.
6. Coldest Winter
"Coldest Winter" is een droevig nummer van het album 808's & Heartbreak. Het is een remix van het nummer van het album en laat een vrouw in een bruidsjurk zien die door een bos rent, met tranen in haar ogen. Vooral het intro is heel anders dan het intro op het album.

## Nummers
1. "Say You Will" - 06:14
2. "Welcome to Heartbreak" (featuring Kid Cudi) (Kanye West) - 04:24
3. "Heartless" (K. West, Jeff Bhasker*, Plain Pat*) - 03:31
4. "Amazing" (featuring Young Jeezy) (K. West, No I.D.*) - 3:58
5. "Love Lockdown" (K. West, J. Bhasker*) - 04:31
6. "Paranoid" (featuring Mr. Hudson) (K. West, J. Bhasker*, P. Pat) - 04:40
7. "RoboCop" (K. West) - 03:26
8. "Street Lights" (K. West, Mr. Hudson*) - 03:55
9. "Bad News" (K. West) - 03:54
10. "See You in My Nightmares" (featuring Lil' Wayne) (K. West, No I.D.*) - 04:23
11. "Coldest Winter" (K. West, J. Bhasker*, No I.D.*) - 02:43
12. "Pinocchio Story" (freestyle in Singapore / verborgen track) (K. West) - 06:02

*: Coproducer

## Hitnotering
| 808s & Heartbreak in de Nederlandse Album Top 100 - binnen: 29 november 2008 | 808s & Heartbreak in de Nederlandse Album Top 100 - binnen: 29 november 2008 | 808s & Heartbreak in de Nederlandse Album Top 100 - binnen: 29 november 2008 | 808s & Heartbreak in de Nederlandse Album Top 100 - binnen: 29 november 2008 | 808s & Heartbreak in de Nederlandse Album Top 100 - binnen: 29 november 2008 | 808s & Heartbreak in de Nederlandse Album Top 100 - binnen: 29 november 2008 | 808s & Heartbreak in de Nederlandse Album Top 100 - binnen: 29 november 2008 | 808s & Heartbreak in de Nederlandse Album Top 100 - binnen: 29 november 2008 | 808s & Heartbreak in de Nederlandse Album Top 100 - binnen: 29 november 2008 | 808s & Heartbreak in de Nederlandse Album Top 100 - binnen: 29 november 2008 | 808s & Heartbreak in de Nederlandse Album Top 100 - binnen: 29 november 2008 | 808s & Heartbreak in de Nederlandse Album Top 100 - binnen: 29 november 2008 | 808s & Heartbreak in de Nederlandse Album Top 100 - binnen: 29 november 2008 | 808s & Heartbreak in de Nederlandse Album Top 100 - binnen: 29 november 2008 | 808s & Heartbreak in de Nederlandse Album Top 100 - binnen: 29 november 2008 | 808s & Heartbreak in de Nederlandse Album Top 100 - binnen: 29 november 2008 | 808s & Heartbreak in de Nederlandse Album Top 100 - binnen: 29 november 2008 |
| Week                                                                         | 1                                                                            | 2                                                                            | 3                                                                            | 4                                                                            | uit                                                                          | 5                                                                            | 6                                                                            | 7                                                                            | 8                                                                            | 9                                                                            | 10                                                                           | 11                                                                           | 12                                                                           | 13                                                                           | 14                                                                           | 15                                                                           |
| ---------------------------------------------------------------------------- | ---------------------------------------------------------------------------- | ---------------------------------------------------------------------------- | ---------------------------------------------------------------------------- | ---------------------------------------------------------------------------- | ---------------------------------------------------------------------------- | ---------------------------------------------------------------------------- | ---------------------------------------------------------------------------- | ---------------------------------------------------------------------------- | ---------------------------------------------------------------------------- | ---------------------------------------------------------------------------- | ---------------------------------------------------------------------------- | ---------------------------------------------------------------------------- | ---------------------------------------------------------------------------- | ---------------------------------------------------------------------------- | ---------------------------------------------------------------------------- | ---------------------------------------------------------------------------- |
| Nummer                                                                       | 1                                                                            | 1                                                                            | 1112                                                                         | 90                                                                           | uit                                                                          | 12                                                                           | 69                                                                           | 65                                                                           | 70                                                                           | 84                                                                           | 77                                                                           | 99                                                                           |                                                                              |                                                                              |                                                                              |                                                                              |